# Inquietum Est Cor
Inquietum Est Cor – debiutancki album studyjny polskiej grupy muzycznej Amaryllis wykonującej rock progresywny. Wydawnictwo ukazało się w 17 września 2009 nakładem wytwórni muzycznej deCor i Polskiego Radia. Wszystkie utwory zostały wykonane w języku łacińskim przez Ewę Domagałę. Teksty w większości nawiązują do religii.
Materiał na płytę został nagrany i zmiksowany w Mirek Wdowczyk Studio w Poznaniu, a następnie zmasterowany w Master & Servant w Hamburgu w Niemczech.
Album promował singiel „Abyssus” wydany w 2008, do którego został nagrany teledysk.

## Lista utworów
Opracowano na podstawie materiału źródłowego
| Nr  | Tytuł utworu                  | Słowa                        | Muzyka                           | Długość |
| --- | ----------------------------- | ---------------------------- | -------------------------------- | ------- |
| 1.  | „Memoria Speculi”             | utwór instrumentalny         |                                  | 0:58    |
| 2.  | „Inquietum Est Cor”           | Wyznania                     | Marek Domagała                   | 6:11    |
| 3.  | „Susurrones”                  | utwór instrumentalny         |                                  | 0:35    |
| 4.  | „Abyssus”                     | Marek Domagała               | Marek Domagała                   | 5:34    |
| 5.  | „Ad Solum Solitudinis Cadens” | utwór instrumentalny         |                                  | 0:33    |
| 6.  | „Osculetur”                   | Pieśń nad pieśniami          | Henryk Kasperczak Marek Domagała | 5:49    |
| 7.  | „Ultimus Splendor”            | utwór instrumentalny         |                                  | 0:40    |
| 8.  | „Inperayritz”                 | Llibre Vermell de Montserrat | Marek Domagała Łukasz Kulczak    | 5:36    |
| 9.  | „Fuga E Me Ad Te”             | utwór instrumentalny         |                                  | 1:05    |
| 10. | „Quis Locus Est In Me”        | Wyznania                     | Marek Domagała                   | 5:53    |
| 11. | „Pueri Infinitae Impotentiae” | utwór instrumentalny         |                                  | 0:22    |
| 12. | „Pavane”                      | Belle qui tiens ma vie       | Marek Domagała                   | 4:17    |
| 13. | „Tandem Lux Advenit”          | utwór instrumentalny         |                                  | 0:29    |
| 14. | „Lux Umbra Dei”               | anonimowy autor              | Marek Domagała                   | 6:14    |
| 15. | „Locus Occultationis”         | utwór instrumentalny         |                                  | 0:20    |
| 16. | „Magnificat”                  | Magnificat                   | Marek Domagała                   | 3:31    |
| 17. | „Invisibile bellum”           | utwór instrumentalny         |                                  | 0:28    |
| 18. | „De Profundis”                | Psalm 130                    | Marek Domagała                   | 5:35    |
| 19. | „Amnis Principii Et Finis”    | utwór instrumentalny         |                                  | 0:24    |
| 20. | „Epilog”                      | utwór instrumentalny         |                                  | 6:45    |
|     |                               |                              |                                  | 1:01:19 |

## Twórcy
Opracowano na podstawie materiału źródłowego
| Zespół Amaryllis w składzie - Ewa Domagała – śpiew - Henryk Kasperczak – lutnia, teorban, saz, rebab, dudy - Marek Domagała – gitara elektryczna, gitara akustyczna - Łukasz Kulczak – gitara elektryczna - Kacper Stachowiak – perkusja - Szymon Guzowski – gitara basowa Dodatkowy muzyk - Bartłomiej Stankowiak – instrumenty klawiszowe |  | Produkcja - Mirek Wdowczyk – inżyniera dźwięku - Marek Domagała – miksowanie - Tom Meyer – mastering - Piotr Jackowiak – produkcja - Kacper Lipiński – oprawa graficzna |